# Battaglia di Fidene
La battaglia di Fidene si svolse negli anni di regno del primo re di Roma, Romolo, tra l'esercito romano guidato dallo stesso monarca ed i Fidenati. I Romani ebbero la meglio secondo la leggenda.

## Contesto storico
I Romani una volta fondata la città sul Palatino, cominciarono ad ingrandirsi, tanto da apparire secondo Livio "così potenti da poter rivaleggiare militarmente con qualunque popolo dei dintorni". Una dopo l'altra caddero molte delle vicine città appartenenti alle popolazioni dei Ceninensi,, degli Antemnati, dei Crustumini e dei Sabini. Gli abitanti di Fidene, ritenendo Roma ormai troppo vicina e potente decisero di attaccarla, senza attendere che diventasse troppo forte.

## La battaglia
Di questa battaglia si conoscono due diverse versioni. Una prima, secondo cui Roma riuscì a catturare Fidene, facendola assalire all'improvviso da un gruppo di cavalieri, a cui era stato dato ordine di tagliare i cardini delle porte di accesso della città, consentendo a Romolo di presentarsi inaspettatamente con l'intero esercito.
La seconda versione riporta che i Fidenati si affrettarono a scatenare il conflitto contro i Romani, armando squadroni di cavalieri e spedendoli a devastare le campagne tra Fidene e Roma e a terrorizzare gli abitanti della zona. La reazione romana non si fece attendere. Romolo stesso, a capo di un esercito, si diresse verso nord seguendo il Tevere fino a un miglio dalla città nemica.
Lasciata una modesta guarnigione a guardia della città di Fidene, decise di muoversi con il grosso dell'esercito pronto a tendere un'imboscata all'avversario in una vicina località boscosa. Egli era deciso ad attirare i Fidenati fuori delle loro mura, adottando una tattica spericolata, secondo la quale i cavalieri romani scorrazzavano fin sotto le porte della città. Si trattava in sostanza di un assalto simulato, dove la cavalleria al momento opportuno doveva ripiegare attirando il nemico nella trappola tesa dal re romano.
L'imboscata ebbe successo. Una volta aperte le porte della città, tale fu la foga dei Fidenati nel gettarsi sul nemico che, se in un primo momento riuscirono a travolgere le prime linee romane, spintisi fino a ridosso della boscaglia, dove era nascosto il grosso dell'esercito romano, furono respinti dalle armate romane ed incalzati fin all'interno della loro città. La guerra era vinta.

## Conseguenze
Secondo Plutarco, Romolo non la distrusse, né la abbatté dalle fondamenta, al contrario fece di Fidene una colonia romana, dove insediò ben 2 500 coloni. La guerra scatenata da Fidene fu come una febbre contagiosa che colpì gli animi degli stessi Veienti che si trovavano ad ovest del Tevere. La conseguenza immediata fu che Romolo fu costretto a combattere anche loro, riuscendo a battere anch'essi e ad occupare il territorio dei Septem pagi (ad ovest dell'isola Tiberina) oltre alle Saline, costringendo i Veienti ad arretrare i loro confini.